# Rhyparus sogai
Rhyparus sogai är en skalbaggsart som beskrevs av Renaud Maurice Adrien Paulian 1959. Rhyparus sogai ingår i släktet Rhyparus och familjen Aphodiidae. Inga underarter finns listade i Catalogue of Life.